# Region kościelny Triveneto
Region kościelny Triveneto – jeden z szesnastu regionów kościelnych, na które dzieli się Kościół katolicki we Włoszech. Obejmuje swym zasięgiem trzy świeckie regiony: Wenecja Euganejska, Friuli-Wenecja Julijska i Trydent-Górna Adyga. 

## Podział
- Patriarchat Wenecji
  - Diecezja Adria-Rovigo
  - Diecezja Belluno-Feltre
  - Diecezja Chioggia
  - Diecezja Concordia-Pordenone
  - Diecezja Padwy
  - Diecezja Treviso
  - Diecezja Werony
  - Diecezja Vicenza
  - Diecezja Vittorio Veneto

- Archidiecezja Gorycji
  - Diecezja Triestu

- Archidiecezja Trydentu
  - Diecezja Bolzano-Bressanone

- Archidiecezja Udine

## Dane statystyczne
Powierzchnia w km²: 40.439

Liczba mieszkańców: 7.166.585

Liczba parafii: 3.528

Liczba księży diecezjalnych: 4.598

Liczba księży zakonnych: 2.022

Liczba diakonów stałych: 316

## Konferencja Episkopatu Triveneto
- Przewodniczący: abp Francesco Moraglia - Patriarcha Wenecji
- Wiceprzewodniczący: bp Ivo Muser - biskup Bolzano-Bressanone
- Sekretarz: bp Giuseppe Pellegrini - biskup Concordia-Pordenone